# Mellansjön (Kristdala socken, Småland)
Mellansjön är en sjö i Oskarshamns kommun i Småland och ingår i Marströmmens huvudavrinningsområde.